# Bonneterie

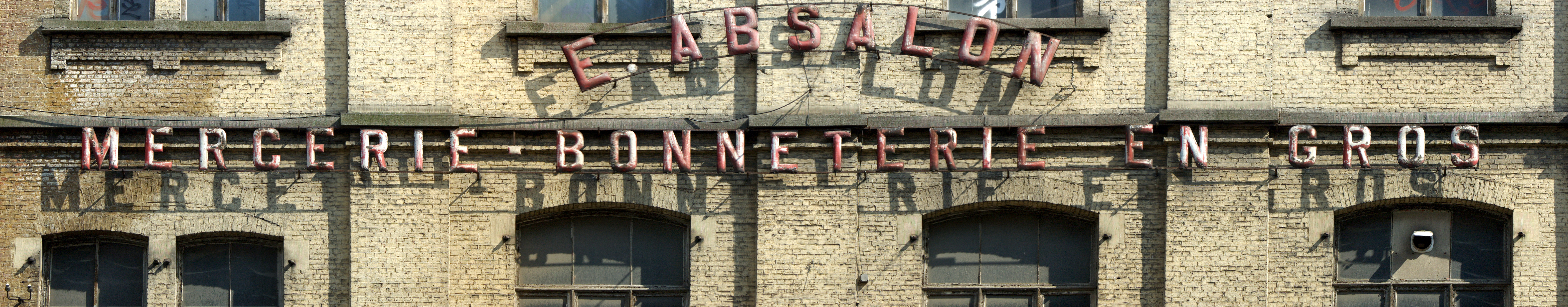
Enseigne de mercerie-bonneterie à Bruxelles.

« Bonneterie » et « bonnèterie » désignent la fabrication, le commerce, ou le lieu de fabrication ou de vente des articles d'habillement en maille, et tout particulièrement des chaussettes, des bas et de la lingerie. Ils sont en laine, en coton, en fil ou en soie, fabriqués à la main ou à la machine sous forme de jersey.

## Bonnetier
Étymologiquement, le bonnetier est un marchand qui fabrique ou qui vend des articles de bonneterie.
Ce nom est attesté depuis 1449. Au Moyen Âge, les bonnetiers forment un des sept grands corps de métiers.
L'histoire de la fabrication des bonnets de coton tricotés commence avec l'invention du métier à tricoter par l'Anglais William Lee en 1589. Dans la ville de Troyes, Jean de Mauroy, contrôleur des Tailles et Aides du Royaume, crée en 1745 la première manufacture de bas en tricot à l'Hospital de la Trinité où sont recueillis les enfants pauvres.
En 1770, Troyes compte 40 bonnetiers.

## Bonneterie
Ce mot, apparu au XVe siècle, dérive du mot bonnet qui à cette époque signifiait étoffe à coiffure. Il se prononce bon'tri, et non bonnaiteurie : en français les e non accentués sont muets.
La bonneterie de fantaisie comporte tous les vêtements de mailles, les tricots.
Bonneteries est aussi le terme qui désigne les magasins, actuellement disparus, où sont vendus des articles de bonneterie.
La fabrication, elle, continue et il existe des formations spécifiques.

## Métier à tricoter
Le métier à tricot est utilisé dans la bonneterie industrielle. Il comprend une série d'aiguilles placées parallèlement entre elles sur un plan horizontal. L'intervalle de séparation détermine la finesse du maillage tricoté. Des lames verticales, appelées platines, se trouvent entre les aiguilles et s'abaissent successivement. Ce modèle rectiligne, appelé tricoteuse, permet de tricoter les éléments d'un vêtements. Toutefois, d'autres modèles existent. Les métiers circulaires, aussi appelés tubulaires, permettent d'effectuer un maillage circulaire. Les dimension du produit fini dépendent de l'envergure de la machine. Ces métiers circulaires sont utilisés pour tricoter des bas, collants, joggings et sous-vêtements. Ils ne doivent toutefois pas être confondu avec les tresseuses qui produisent une tresse et non un maillage de bonneterie. Un dispositif à jacquard permet de réaliser des motifs complexes. 